# Michael Scot
Michael Scot (lat. Michael Scotus) (Balwearie, o. 1175. – 1236.), škotski srednjovjekovni učenjak, filozof, astrolog i alkemičar, a moguće je da je bio i doktor teologije. Prevodio je djela s arapskog i hebrejskog, između ostalog, istaknuo se prijevodom Aristotela i Ibn Rušdovih komentara Aristotelovih djela.

## Životopis
Scot je isprva studirao u katedralnoj školi u Durhamu, pa u Oxfordu i Parizu, da bi potom nastavio školovanje, a zatim i djelovanje u Toledu, gdje se stekao ugled astrologa i prevoditelja. Tu prevodi arapske filozofe i priziva duh Averoesa, da bi mu objasnio zamršene misli iz njegovih knjiga.
Oko 1220. godine otišao je iz Toleda na Siciliju, gdje je djelovao u Palermu, kao prevoditelj, mag i astrolog na dvoru kralja Obaju Sicilija, Fridrika II., promicatelja ezoteričnih znanosti i osnivača Napuljskog sveučilišta. Istovremeno, postao je svećenik i bio je ađutant dvojice papa, Honorija II. i Grgura IX.
Godine 1224. odbio je položaj biskupa Cashela u Irskoj koji mu je ponudio papa Honorije III. i ostao u Italiji na Fridrikovu dvoru.

## Prevoditeljski rad
Godine 1217. preveo je Alpetragiusov Liber astronomiae, prvo djelo koje opisuje Aristotelov astronomski sustav, a u isto vrijeme preveo je i Aristotelovo djelo De animalibus.
Potom je otišao iz Toleda u Bolognu, a uskoro je njegov rad zapazio kralj Fridrik II. koji ga je angažirao kao kraljevskog astrologa i prevoditelja. Na kraljevskom dvoru je nastavio prevoditi Aristotelova djela, a upoznao se i s Aviceninim i Averroesovim izvornim djelima.

## Djela
- Liber Introductorius sive Indicia Quaestionum
- Liber Particularis
- Physiognomia et de Hominis Procreatione
- Phisionomia

## U legendi
Michael Scot je, još za života, došao na loš glas kao crni čarobnjak i vještac, tako da ga je Dante u svom Paklu (XX, 115), smjestio zajedno s vračevima i lažnim prorocima, a Boccaccio ga je u Dekameronu (8. dan, 9. priča) predstavio kao varalicu. Takvim optužbama je i sam pripomogao pričajući i čitajući knjige o magiji, iako je osobno bio protiv nekromancije i crne magije. Jednako tako, vjerovao je u djelotvornost metoda divinacije, iako su bile zabranjene i smatrane zlima, a ujedno je i pisao o alkemiji i magijskim vještina, predstavljajući ih kao istinite, uz ogradu kako se ipak protive kršćanskoj nauci.